# 1978年アジア競技大会
1978年アジア競技大会（1978ねんアジアきょうぎたいかい、VIII Asian Games 1978）は1978年12月9日から12月20日にタイ王国・バンコクで行われた第8回アジア競技大会。 
開催地の選定は1972年8月にドイツ・ミュンヘンで行われたアジア競技連盟（AGF）評議委員会において行われ、日本の福岡市とシンガポールが立候補した。この時点ではシンガポールに開催地が決定したが、1973年10月に財政上の理由から開催を返上した。そこで、1974年9月にはパキスタン・イスラマバードが代替地として立候補し決定したが、1975年6月には再び財政上の理由から（又はバングラデシュとインドとの紛争を理由に）開催を返上した。そこで福岡市に開催が打診されたが熱が冷めていて受け入れられず、そのため更に1966年大会、1970年大会を開催しているタイ王国・バンコクに開催を打診し、1977年7月に開催地が決定した。このような経緯を理由として開催の費用は参加国のうち15カ国が分担した。政治的な対立からイスラエルは招待されなかった。
27カ国、2876人の選手が参加し、アーチェリー競技、ボウリング競技が初実施された。

## 参加国・地域
| - バーレーン - バングラデシュ - ビルマ - 中国 (408) - 香港 - インド - インドネシア - イラク - 日本 (460) | - クウェート - レバノン (3) - マレーシア - モンゴル - ネパール - 北朝鮮 - パキスタン - フィリピン - カタール | - サウジアラビア - シンガポール (76) - 韓国 - スリランカ - シリア - タイ - アラブ首長国連邦 |

### 参加国・地域人数
| IOC | 参加国・地域 | 人数 |
| --- | ------------ | ---- |

## 実施競技
- アーチェリー
- 陸上競技（詳細）
- バドミントン
- バスケットボール（詳細）
- ボウリング
- ボクシング（詳細）
- 自転車競技
- 飛込競技
- フェンシング
- サッカー（詳細）
- ホッケー
- 体操
- ヨット
- 射撃
- 競泳
- 卓球
- テニス
- バレーボール
- 水球
- ウエイトリフティング
- レスリング

## 各国・地域の獲得メダル数
| 順 | 国・地域       | 金 | 銀 | 銅 | 計  |
| -- | -------------- | -- | -- | -- | --- |
| 1  | 日本           | 70 | 59 | 49 | 178 |
| 2  | 中国           | 51 | 54 | 45 | 150 |
| 3  | 韓国           | 18 | 20 | 32 | 70  |
| 4  | 北朝鮮         | 15 | 13 | 15 | 43  |
| 5  | タイ           | 11 | 12 | 19 | 42  |
| 6  | インド         | 11 | 10 | 6  | 27  |
| 7  | インドネシア   | 8  | 9  | 18 | 35  |
| 8  | パキスタン     | 4  | 4  | 9  | 17  |
| 9  | フィリピン     | 4  | 4  | 6  | 14  |
| 10 | イラク         | 2  | 4  | 6  | 12  |
| 11 | マレーシア     | 2  | 1  | 3  | 6   |
| 12 | シンガポール   | 2  | 0  | 4  | 6   |
| 13 | モンゴル       | 1  | 3  | 5  | 9   |
| 14 | レバノン       | 1  | 1  | 0  | 2   |
| 15 | シリア         | 1  | 0  | 0  | 1   |
| 16 | ビルマ         | 0  | 3  | 3  | 6   |
| 17 | イギリス領香港 | 0  | 2  | 3  | 5   |
| 18 | スリランカ     | 0  | 2  | 2  | 4   |
| 19 | クウェート     | 0  | 0  | 1  | 1   |